# Giancarlo Bergamini
Giancarlo Bergamini (n. 2 august 1926, Milano, Regatul Italiei – d. 4 februarie 2020, Lanzo d'Intelvi, Lombardia, Italia) a fost un scrimer ce a reprezentat Italia, medaliat olimpic. A participat la două ediții ale Jocurilor Olimpice (1952, 1956) în care a câștigat o medalie de argint.